# Liberala samlingspartiet
Liberala samlingspartiet (Schwedisch für Liberale Sammlungspartei) war eine im schwedischen Reichstag vertretene liberale Partei.

## Geschichte
Die Partei wurde am 16. Januar 1900 durch die Fusion von Folkpartiet und zwei liberalen Gruppierungen im Reichstag Friesenska diskussionsklubben und Bondeska diskussionsklubben gegründet. Der neuen Partei schlossen sich ein Teil der konservativen Lantmannapartiet sowie Parteilose an. Zu den Kernzielen der Partei gehörte die Einführung des Allgemeinen Wahlrechts.
Die Liberale Sammlungspartei hatte bei ihrer Gründung 84 Abgeordnete in der Zweiten Kammer des Reichstags. Bei der Wahl zum Schwedischen Reichstag 1905 konnte die Partei mit 106 Mandaten ihr bestes Ergebnis erreichen und stellte im Anschluss an die Wahl mit Karl Staaff den Ministerpräsidenten (1905–06). Die Partei stellte zwei weitere Male den Regierungschef, von 1911–14 (ebenfalls Karl Staaff) sowie 1917–20 mit Nils Edén.
Im Streit um ein generelles Alkoholverbot spaltete sich die Partei 1924 in Frisinnade folkpartiet und Liberala riksdagspartiet.

## Parteivorsitzende
| Periode   | Parteivorsitzender |
| --------- | ------------------ |
| 1900–1905 | Sixten von Friesen |
| 1907–1915 | Karl Staaff        |
| 1915–1918 | Daniel Persson     |
| 1918–1924 | Nils Edén          |